# Dendropicos obsoletus
Dendropicos obsoletus là một loài chim trong họ Picidae.